# 마에다 나오키 (1996년)
마에다 나오키(일본어: 前田 尚輝, 1996년 6월 11일 ~ )는 일본의 축구 선수이다.

## 구단 경력
그는 2015년부터 2018년까지 J리그의 쇼난 벨마레, 후쿠시마 유나이티드 FC에서 활동하였다.